# Теодорос Кртенавор
Теодоро́с Кртенаво́р (арм. Թեոդորոս Քռթենավոր, Стихотворец), также Теодорос Чгнавор (Отшельник) — армянский богослов, писатель, видный церковный деятель VII века.

## Биография
Теодорос был племянником католикоса Комитаса Ахцеци. Образование получил в Сюнике, у вардапета Матусахи. После учёбы основал свою школу в церкви св. Богородицы (Сурб Аствацацин) гавара Арагацотн. Был учителем и наставником будущих католикосов Ованеса Одзнеци и Саака Дзорапореци. Вместе с католикосом Езром (630—641) участвовал в Каринском соборе 633 года, где по предложению византийского императора Ираклия и патриарха Константинопольского Сергия между Армянской и Византийской церквями была заключена т.н. монофелитская уния. По поручению Матусахи, который был главным авторитетом в доктринальных вопросах ААЦ, Теодорос Кртенавор прочитал на соборе императору Ираклию письмо, отвергающее халкидонство. Это письмо Матусахи, известное сегодня под названием «Письмо Ираклию», дошло до нас в историческом труде Степаноса Орбеляна. Уния была заключена с отказом как-либо поминать Халкидонский собор. Тем не менее, по причине восстановления единства с монофелитской церковью Византии и соответственного отказа от анафем Халкидону, Теодорос в некоторых не авторитетных источниках представляется как "защитник халкидонства". Как сторонник единства с византийцами он стал оппонентом Иоанна Майраванеци — радикального противника каких-либо компромиссов с халкидонитами, против которого направлен его самый известный труд — «Против Майрагомаци». Известен также своими панегириками.

## Сочинения
- «Против Майрагомаци» (арм. «Ընդդէմ Մայրագումացոյն»)[5][6]
- «Панегирик святому Кресту божественному» (арм. «Ներբողեան ի սուրբ Խաչն աստուածընկալ»)[5][6]
- «Панегирик святой Богородице и вечно девственной Марие» (арм. «Գովեստ ի սուրբ Աստուածածինն և ի միշտ կոյսն Մարիամ»)[5][6]